# SS-Totenkopfverbände

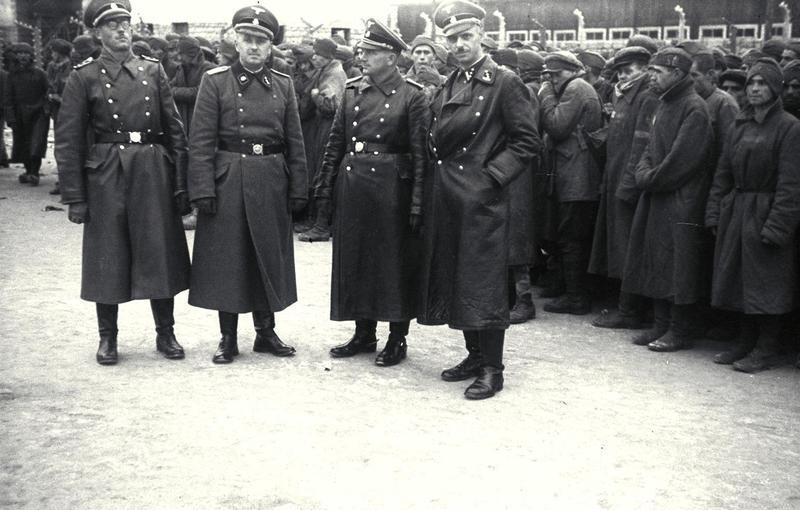
SS-Offiziere vor Häftlingen im KZ Gusen (Oktober 1941)

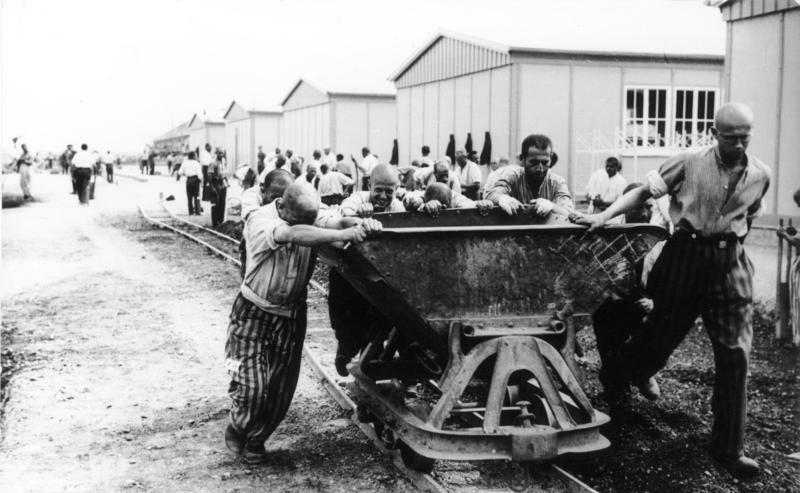
Häftlinge bei der Zwangsarbeit im Konzentrationslager Dachau (20. Juli 1938)

Die SS-Totenkopfverbände (SS-TV) waren die für die Bewachung der  Konzentrationslager (KZ) bewaffneten Truppen der parteieigenen  Schutzstaffel (SS). In dieser Funktion waren sie ein zentrales Machtinstrument der NSDAP zur Unterdrückung und Beseitigung politischer Gegner, zur Ausbeutung durch Zwangsarbeit, zu medizinischen Menschenversuchen und zur Internierung von Kriegsgefangenen.
In den Vernichtungslagern im besetzten Polen und Weißrussland waren die SS-Totenkopfverbände im Rahmen der sogenannten „Aktion Reinhardt“ speziell für den Massenmord an Juden aus ganz Europa und weiteren von den Nationalsozialisten verfolgten Personengruppen verantwortlich.
Anfangs spielte das Konzentrationslager Dachau bei München unter dem Kommandanten Theodor Eicke eine wichtige Rolle als Ausbildungsstätte dieser Mördertruppe. Die SS-Männer waren in einer SS-Kaserne im Übungslager Dachau untergebracht. Am 10. Dezember 1934 wurde von Himmler die Inspektion der Konzentrationslager (IKL) gebildet; als Dienststelle der Geheimen Staatspolizei (Gestapo) wurde sie eine staatliche Einrichtung, die zur Zentrale aller KZ-Verbände wurde. Eicke entwickelte in kurzer Zeit das „Dachauer Modell“: Es lässt sich „als Versuch beschreiben, den Terror zu systematisieren und zu zentralisieren“. Die frühen Konzentrationslager waren regional sehr unterschiedlich, von einem großen Maß an Improvisation geprägt, und die Öffentlichkeit war durch Presseberichte zumindest teilweise über die Zustände in den Lagern informiert. Eicke erließ im Oktober 1933 die „Disziplinar- und Strafordnung für das Gefangenenlager“ und eine Dienstvorschrift für Wachposten. Diesen wurde damit Straffreiheit zugesichert, wenn sie einen KZ-Häftling bei einem Fluchtversuch erschossen. Durch die strikte Unterbindung von Fluchtversuchen schottete Eicke das Verhalten dieser Gewalttäter im Lager nach außen sowohl gegen die Strafjustiz als auch gegen die Öffentlichkeit ab. 
Zwischen 1935 und 1937 reorganisierte Eicke im Auftrag Heinrich Himmlers die der IKL unterstellten Konzentrationslager. Alle vorhandenen kleineren Lager wurden aufgelöst. Einzige Ausnahme war das KZ Dachau, das im Sommer 1937 erheblich erweitert wurde. Anstelle der aufgelösten, in vorhandenen Gebäuden untergebrachten Lager entstanden zwei große Neubauten, denen Kasernen der SS-Wachverbände angegliedert waren. Im Sommer 1936 wurde das KZ Sachsenhausen bei Oranienburg eröffnet. Im Sommer 1937 wurde das KZ Buchenwald in der Nähe von Weimar errichtet. Mit Dachau, Sachsenhausen und Buchenwald gab es Ende 1937 drei große Lager für insgesamt 15.000 bis 20.000 Häftlinge. 
Ab 1937 konzentrierte sich Eicke auf seine Funktion als Führer der SS-Totenkopfverbände, seine Aufgaben in der IKL übernahm schrittweise Richard Glücks. Die SS-Totenkopfverbände wurden neu in SS-Totenkopf-Wachsturmbanne und SS-Totenkopf-Standarten organisiert. So hießen die Totenkopfstandarten VI–XVI (einschließlich ihrer Reserveeinheiten) offiziell „Verstärkte SS-Totenkopfstandarten (Polizeireserve)“.

## Insignien

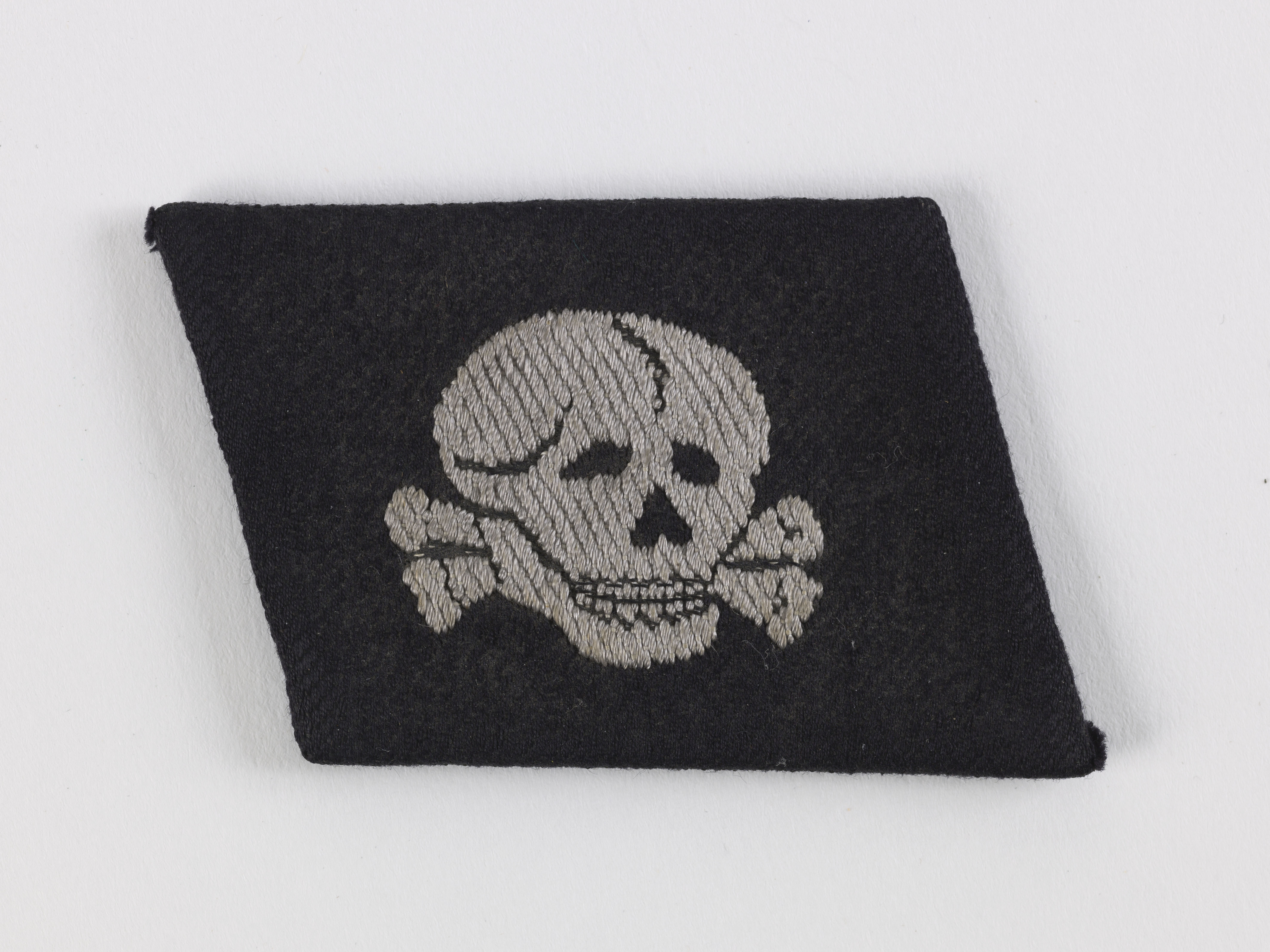
Der Kragenspiegel mit dem Totenkopf – das Symbol der Totenkopfverbände

Gemäß Verfügung vom 11. März 1935 war es durch das SS-Hauptamt vorgesehen, dass sich die Einheiten der SS-Wachverbände durch einen silbernen Totenkopf über überkreuzten Knochen auf dem rechten Kragenspiegel von den Einheiten der Allgemeinen SS und der SS-Verfügungstruppe zu unterscheiden hätten. Jeder Totenkopfsturmbann sei durch Angabe der Sturmbann-Nummer in lateinischen Ziffern zu kennzeichnen:
1. SS-Wachtruppe „Oberbayern“: I
2. SS-Wachtruppe „Ostfriesland“: II
3. SS-Wachtruppe „Elbe“: III
4. SS-Wachtruppe „Sachsen“: IV
5. SS-Wachtruppe „Brandenburg“: V
6. SS-Wachtruppe „Hansa“: VI

Doch letztendlich wurde die Wachtruppe „Hansa“ nicht im Rahmen der SS-Totenkopfverbände realisiert, sondern über die Politische Polizei direkt in die Gestapo überführt. 
Im April 1936 wurden sowohl die Totenkopfverbände als auch die Verfügungstruppe als „staatliche Organisationen“ bezeichnet, nachdem die Wachverbände seit dem 29. März als Totenkopfverbände tituliert wurden. Bis Herbst 1936 hatten sich die Totenkopfkragenspiegel als offizielles Symbol der KZ-Wachmannschaften generell durchgesetzt.
1940 wurden die bestehenden SS-Totenkopfstandarten aufgelöst und als reguläre Infanterieregimenter in die Waffen-SS überführt, wo sie als Frontverbände mit den in der Waffen-SS üblichen SS-Insignien ausgestattet wurden. Der Kragenspiegel mit dem Totenkopf blieb nun ausschließlich den Regimentern der aus den Totenkopfverbänden gebildeten 3. SS-Panzer-Division „Totenkopf“, den Angehörigen der IKL sowie den in den KZ eingesetzten Totenkopf-Wachsturmbannen, der Standortverwaltung Dachau (SS-Übungslager Dachau) und den Ersatzeinheiten der Totenkopfverbände vorbehalten.

## KZ-Bewachung und Hilfspolizei

### Aufstellung des SS-Sturmbann „Dachau“ und Zuordnung zum SS-Sonderkommando 1
Die späteren Totenkopfverbände entstanden aus den „SS-Sonderkommandos“ bzw. nach deren Reorganisation aus den „Politischen Bereitschaften“ und wurden dort zu sogenannten „SS-Wachverbänden“ und später zu „SS-Totenkopfwachsturmbannen“ zusammengefasst. Sie waren als kasernierte Einheiten von Anfang an bewaffnet und unterstanden dem damaligen SS-Gruppenführer Theodor Eicke. Der erste offizielle SS-Wachverband, der Sturmbann „Dachau“, wurde am 17. März 1933 im KZ Dachau durch den damaligen SS-Sturmbannführer Hilmar Wäckerle aufgestellt, der dieses Lager bis zu seiner Entlassung am 26. Juni 1933 führte. Wäckerle war 1929 als SS-Anwärter dem SS-Sturm „Dachau“ beigetreten, der 1933/34 aufgelöst und mit Teilen der 1. und 34. SS-Standarte zum „SS-Sonderkommando 1“ der SS-Brigade „Süd“ umgewandelt wurde. Führer dieses SS-Sonderkommandos war Theodor Eicke, der am 30. Januar 1934 zum SS-Brigadeführer befördert und gleichzeitig in die Dienststellung des „SS-Brigadeführers Süd“ versetzt wurde. Als solchem unterstanden ihm alle SS-Einheiten der regionalen SS-Abschnitte. Wäckerle wechselte 1934 als Regimentskommandant zur 2. SS-Standarte „Deutschland“ und 1938 zur neuaufgestellten SS-Standarte „Der Führer“ über und übernahm dort die Leitung des III. Sturmbannes. Im Krieg gehörte Wäckerle als Regimentskommandant der 2. SS-Division „Das Reich“ (Regiment „Westland“) an und bekleidete bis zu seinem Tod den Dienstgrad eines Standartenführers.

### Rolle des Sturmbann „Dachau“ beim „Röhmputsch“
Am 30. Juni 1934 wirkte der Sturmbann „Dachau“ aktiv bei der Ermordung der gesamten SA-Spitze um Ernst Röhm mit. Theodor Eicke und Michael Lippert erschossen Röhm am 1. Juli in seiner Stadelheimer Zelle, wobei es heute unsicher ist, wer von beiden den ersten Schuss abgab. Unmittelbar nach dem sogenannten „Röhm-Putsch“ wurde Eicke zum „Inspekteur des Konzentrationslagerwesens“ ernannt. Damit war er formal oberster „Dienstherr“ aller „SS-Wachverbände“ und nur noch dem Reichsführer SS Heinrich Himmler unterstellt. Seit dem August 1934 teilte sich der Dachauer Wachverband mit der SA-Standarte „Feldherrnhalle“ die „Ehrenwache“ an der Münchener Feldherrnhalle. Jeden Tag waren sie dort für ein paar Stunden präsent und mussten von den Vorübergehenden gegrüßt werden (siehe auch „Drückebergergasserl“).

### Reorganisation in den SS-Wachverband „Oberbayern“ und Bildung deutschlandweiter KZ-Wachverbände
Der Sturmbann „Dachau“ wurde am 29. November 1934 offiziell in SS-Wachverband „Oberbayern“ umbenannt und der ausschließlichen Verfügung Himmlers unterstellt. Damit wurde das KZ Dachau dem Zuständigkeitsbereich des SS-Oberabschnittführers „Süd“ entzogen. Die Außenbewachung des Lagers übernahm nun eine Standarte der Reiter-SS, deren geplanter Reiterabschnitt – in diesem befand sich das KZ Dachau – ebenfalls dem Zugriff des Oberabschnittführers entzogen wurde. Die 15. Reiterstandarte unter Hermann Fegelein war nun für die Außenbewachung des Lagers zuständig und trug die Uniform der SS-Wachverbände. Gleichzeitig wurden alle KZ-Wachmannschaften der Allgemeinen SS und der Politischen Bereitschaften aus ihren Mutterorganisationen herausgelöst und Theodor Eicke als SS-Sondersturmbanne zugeordnet. Bereits am 14. Dezember 1934 reorganisierte dieser die Sondersturmbanne in reguläre SS-Wachverbände und teilte diese einem KZ zu. So entstanden auf diese Weise sechs Wachverbände, die in ganz Deutschland verteilt waren.
1935 wurde im Reich die allgemeine Wehrpflicht wieder eingeführt. Der Dienst in der SS-Verfügungstruppe wurde wegen seines militärischen Charakters von der Wehrmachtführung als Ableistung der Wehrpflicht anerkannt, der Dienst in den SS-Wachverbänden, der polizeiähnlichen Charakter hatte, jedoch nicht. Die Wachverbände unterstanden nun dem neu geschaffenen „Kommandoamt der SS-Wachverbände“ in Berlin zum einen und der „Inspektion Konzentrationslager und der Verstärkten Totenkopf-Standarten“ in Oranienburg zum anderen.
Eicke straffte innerhalb weniger Monate die Organisation der Vielzahl von Konzentrationslagern, die zuvor von SA oder SS angelegt worden waren. Er konzentrierte sie auf sieben größere Lager und gliederte die Wachverbände in fünf Sturmbanne um, die parallel zu den Lagern organisiert waren: I. „Oberbayern“, II. „Elbe“, III. „Sachsen“, IV. „Ostfriesland“ und V. „Thüringen“.
Ihren ersten öffentlichen Auftritt hatten die Wachverbände während der Reichsparteitage im September des gleichen Jahres. Kurze Zeit später wurde der Etat der Truppen auf Anordnung Hitlers durch den Reichshaushalt mit Wirkung vom 1. April 1936 übernommen. Dies war gleichzeitig verbunden mit einer Truppenvergrößerung von 1800 auf insgesamt 3500 Mann.

## Entstehung der Totenkopfverbände und der SS-Totenkopfstandarten

### Zusammenfassung aller SS-Lagerwachen zu Totenkopfverbänden
Am 1. Juni 1936 erfolgte die Reorganisation aller SS-Wachverbände des Dritten Reiches zu den „SS-Totenkopfverbänden“, die seit dem Herbst des gleichen Jahres auf ihrem rechten Kragenspiegel ein Totenkopfsymbol trugen. Das ließ die Totenkopfverbände äußerlich als einen Spezialverband der SS erscheinen.

### Entstehung der Totenkopfstandarten
Am 1. Juli 1937 fasste Eicke die fünf Totenkopfsturmbanne der Konzentrationslager zu drei von der Allgemeinen SS unterschiedenen und eigenständigen SS-Totenkopfstandarten („Oberbayern“, „Brandenburg“ und „Thüringen“) zusammen, die den nunmehr ebenfalls drei Hauptlagern Dachau, Sachsenhausen und Buchenwald zugeordnet wurden. Nach dem „Anschluss Österreichs“ (März 1938) wurde in Mauthausen eine vierte Totenkopfstandarte aufgestellt, die den Namen „Ostmark“ erhielt.
Mit dem Führererlass vom 17. August 1938 wurde es den Totenkopfverbänden, die ihren Personalbedarf vorher aus Reservisten der Wehrmacht gedeckt hatten, erlaubt, Freiwillige noch vor ihrer Entlassung aus der Wehrmacht zu werben. Ihre beim Heer verbrachte Dienstzeit wurde ihnen auf ihre Gesamtdienstzeit bei den Totenkopfverbänden angerechnet.
Die Totenkopfverbände übernahmen nun die militärische Vorausbildung aktiver Mitglieder der Allgemeinen SS. Auch die Reservestandarten und Stammeinheiten der Allgemeinen SS (ältere, nicht mehr aktive Mitglieder der SS über 45 Jahre) wurden von ihnen militärisch ausgebildet. Die Ausbildung fand jeweils in einem der Konzentrationslager Dachau, Buchenwald und Sachsenhausen angeschlossenen SS-Übungslager statt und wurde von ehemaligen Offizieren der kaiserlichen Armee geleitet. Diese Berufsoffiziere gerieten aber regelmäßig mit Theodor Eicke aneinander, der bekannterweise alte „Berufsmilitärs“ und deren Ausbildungsmethoden strikt ablehnte. Eicke 1937 in einem „SS-Befehl für die Totenkopfverbände“ zu deren Rechtsstellung:

„Wir gehören weder zum Heer oder Polizei noch zur Verfügungstruppe. […] Die Einheiten der SS-Totenkopfverbände rechnen sich bewusst zur Allgemeinen SS und können daher weder von Offizieren noch Unteroffizieren geführt werden. Von nun an werde ich damit beginnen, SS-Führer, die sich nur wie Offiziere, Unterführer, die sich nur wie Unteroffiziere, SS-Männer, die sich nur wie Musketiere benehmen, in die Allgemeine SS versetzen zu lassen.“

## Expansion der Totenkopfverbände durch Einbindung Danziger SS-Verbände und Integration in die Waffen-SS
Mit der späteren Waffen-SS hatten die SS-Totenkopfverbände die Abstammung aus den Politischen Bereitschaften gemeinsam, aber sie unterschieden sich vor allem durch ihre Aufgaben von diesen. Im Gegensatz zu den anderen bewaffneten Verbänden der SS, aus denen die Waffen-SS hervorging, waren die Totenkopfverbände anfangs keine kämpfende Truppe, sondern sie waren von Hitler ausdrücklich für „Polizeidienste“ bzw. für „hilfspolizeiliche Tätigkeiten“ vorgesehen worden.

### Lage der Totenkopfverbände bei Kriegsausbruch
Im November 1939 umfassten die Totenkopfverbände vier Fuß- und eine Reiterstandarte. Die Fußstandarten umfassten ca. 9000 Mann. Sie wurden hauptsächlich für den KZ-Wachdienst und vereinzelt auch im Straßendienst eingesetzt. Ein Erlass vom 18. Mai 1939 bestimmte, dass die Totenkopfverbände im Mobilisierungsfall den Ersatz für Ausfälle von Angehörigen in der SS-Verfügungstruppe zu stellen hätten. Damit war nicht nur die Verfügungstruppe, sondern waren auch die Totenkopfverbände über ihre polizeilichen Aufgaben hinaus ein militärisches Instrument der SS geworden. Mit Kriegsbeginn setzte eine Ausbauphase ein, während der die Personalstärke der bewaffneten SS bis Ende 1939 gegenüber dem Vorjahresniveau verdreifacht wurde. Weil die vom OKW zugestandene Rekrutierungsquote für die Pläne der Reichsführung SS zum Ausbau der Waffen-SS zu gering war, wurden zunächst die Totenkopfstandarten, die der Kontrolle des Heeres entzogen waren, auf maximale Stärke gebracht. Ende 1940 gab es bereits 15 Totenkopfstandarten, darunter 2 Reiterstandarten, zusammen 34.325 Mann.

### Eingliederung des Wachsturmbann „Eimann“ und der Heimwehr Danzig
Am 3. Juni 1939 stellte SS-Brigadeführer Johannes Schäfer in Danzig den berüchtigten Wachsturmbann „Eimann“ auf, der offiziell als verstärkte SS-Polizeireserve für Sonderaufgaben formiert wurde. Dieser unterstand dem Kommandanten der SS-Standarte „D“ („D“ für Danzig, der 36. Standarte der Allgemeinen SS) Kurt Eimann und in Berlin ließ Heinrich Himmler durch den SS-Obersturmbannführer Hans-Friedemann Goetze den III. Sturmbann der Totenkopfstandarte „Ostmark“ aufstellen. Auf Schiffen wie der Schleswig-Holstein versteckt, gelangte dieser Sturmbann nach Danzig, genauer auf die Westerplatte. Dort gelang es Goetze, sich mit dem Wachsturmbann „Eimann“ zu vereinen. So wurde am 18. August 1939 auf Danziger Staatsgebiet formal die SS-Heimwehr Danzig aufgestellt. Nach dem 1. September konnte die Heimwehr die Westerplatte unter ihre Kontrolle bringen und wurde im Einvernehmen mit der Obersten Wehrmachtführung und der Reichsführung SS für den Küstenschutz eingesetzt. Gleichzeitig betrieben sie auch in der Nähe Danzigs das Konzentrationslager Stutthof. Unter anderem erschossen die Mitglieder dieser Einheit von September 1939 bis Dezember 1939 im Wald von Piasnitz 3400 Behinderte.
Noch im September 1939 wurde die Heimwehr aufgelöst, und ihre Angehörigen wurden aktiv in die entstehende Totenkopf-Division des Theodor Eicke übernommen und eingegliedert.

### Einsatzgruppe beim Überfall auf Polen und Aufstellung der Division „Totenkopf“

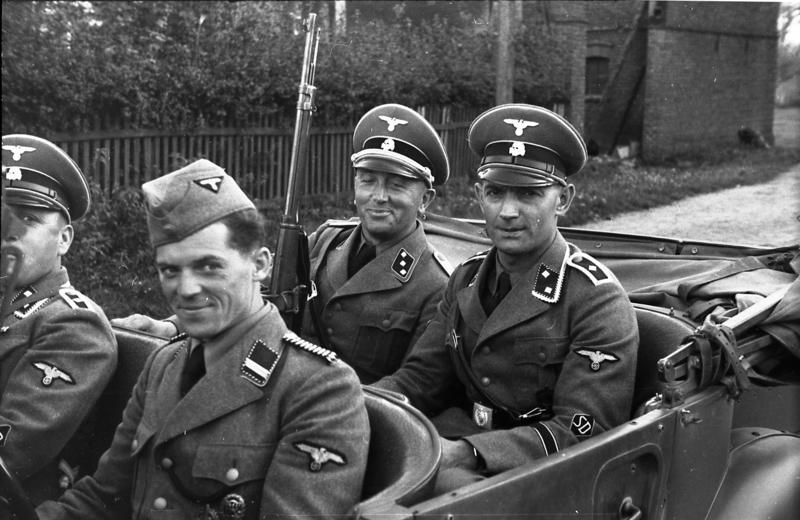
Angehörige einer Einsatzgruppe in Polen (September 1939)

Die unter Eickes Befehl stehenden Totenkopfstandarten „Oberbayern“, „Thüringen“ und „Brandenburg“ wurden beim Überfall auf Polen 1939 im Rücken der 10. bzw. 8. Armee eingesetzt. Als vom Heer unabhängige SS-Einsatzgruppen führten sie „Befriedungs“-, „Säuberungs“- und „Sicherungsmaßnahmen“ aus und wurden so zu den ersten Vollstreckern einer systematischen Vernichtungspolitik.
Im Oktober 1939 wurden die Verbände der SS-Verfügungstruppe zur Aufstellung der VT-Division verwendet. Zur gleichen Zeit fasste auch Eicke Totenkopfstandarten zur SS-Division Totenkopf zusammen, die später zahlreiche Kriegsverbrechen verübte. Eine Besonderheit bei der SS-Division „Totenkopf“ war, dass Eicke die KZ-Wachmannschaften als „persönliches“ Reservepersonal betrachtete. Dabei wurden SS-Führer wie Mannschaften regelmäßig aus dem aktiven KZ-Dienst entfernt und zu den kämpfenden Verbänden entsandt, so beispielsweise Richard Baer, der an die Front geschickt und im Kessel von Demjansk verwundet wurde. Baer kehrte, wie die anderen überwiegend auch, nach der Gesundung in den KZ-Dienst zurück und wurde dort auf einem höheren Dienstposten eingesetzt. In der Regel bedeutete für Angehörige der KZ-Wachmannschaften eine Rückkehr in den aktiven und administrativen KZ-Dienst auch eine Beförderung. Andere entschieden sich dazu, nach ihrer Genesung wieder an der Front eingesetzt zu werden.

### Organisatorische Eingliederung der Totenkopfverbände in die Waffen-SS
In den besetzten Gebieten stellten die höheren SS-Führer der Totenkopfverbände die Mehrzahl der „Höheren SS- und Polizeiführer“, während die Mannschaften und Unterführer der Totenkopfverbände dort als „Polizeikräfte“ eingesetzt waren. Am 22. April 1940 erging der Tagesbefehl Nr. 1481 vom SS-Führungshauptamt an alle Dienststellen der Verfügungstruppe: „Auf Befehl des RfSS sind alle unter den Waffen stehenden Einheiten der SS in der Waffen-SS zusammengeschlossen. […] Die Bezeichnungen ‚SS-Verfügungstruppe‘ und ‚SS-Totenkopfverbände‘ sind nicht mehr anzuwenden.“ Mit diesem Befehl gingen die Totenkopfverbände endgültig in der Waffen-SS auf.
Am 25. Februar 1941 wurden alle Totenkopfstandarten der Totenkopfverbände organisatorisch der Waffen-SS zugeschlagen. Innerhalb dieser bildeten die ehemaligen Totenkopfstandarten SS-Infanterie-Regimenter. Zur gleichen Zeit wurde aus der Totenkopf-Reiterstandarte ein SS-Kavallerie-Regiment. Als solche trugen ihre Angehörigen auf dem rechten Kragenspiegel ihrer Felduniform die üblichen SS-Runen anstelle des Totenkopfes. Nur noch den drei Regimentern der 3. SS-Panzer-Division war es erlaubt, den Begriff der SS-Totenkopfstandarte als „Traditionsbegriff“ weiterzuführen, da diese aus den ersten drei Totenkopfstandarten „Oberbayern“, „Brandenburg“ und „Thüringen“ entstanden waren. Damit erhielten die Angehörigen der SS-Totenkopf-Division Soldbücher und aktuelle Uniformen der Waffen-SS, während ihre „SS-Wachsturmbanne“, d. h. das Wachpersonal der KZ, weiterhin dem SS-Führungshauptamt unterstanden. Nur sie, die SS-Division „Totenkopf“ und die Wachverbände der Konzentrationslager, durften noch den Kragenspiegel mit dem Totenkopf als „Traditionsabzeichen“ verwenden. Die Uniformen der Soldaten der Division und Angehörige der Wachverbände unterschied nur der Ärmelstreifen mit dem Schriftzug „Totenkopf“ voneinander, da dieser den Angehörigen der SS-Division vorbehalten war.
Im Jahr 1942 erfolgte die Zusammenlegung der einstigen selbständigen Kommandoämter „Verfügungstruppe“ und „Wachverbände“ zum neuen „Kommandoamt der Waffen-SS“. Gleichzeitig wurden auch die letzten (verstärkten) Polizeireserven der SS-Polizei-Division aufgelöst und offiziell in die Waffen-SS überführt.
Das Stammpersonal der Totenkopfverbände stellte zahlreiche Kader späterer Waffen-SS-Verbände: Die 6. SS-Gebirgs-Division „Nord“ und 8. SS-Kavallerie-Division „Florian Geyer“ seien hier als Beispiel genannt. Letztere entstanden aus der SS-Reiterstandarte „Totenkopf“, also aus Teilen der Reiter-SS. Ihr Kommandeur war der damalige SS-Brigadeführer Hermann Fegelein, der 1944 Gretl Braun, die Schwester von Eva Braun, heiratete.

### Fremdländische Freiwillige in den Totenkopfverbänden und deren Einsetzung als Wachmannschaften

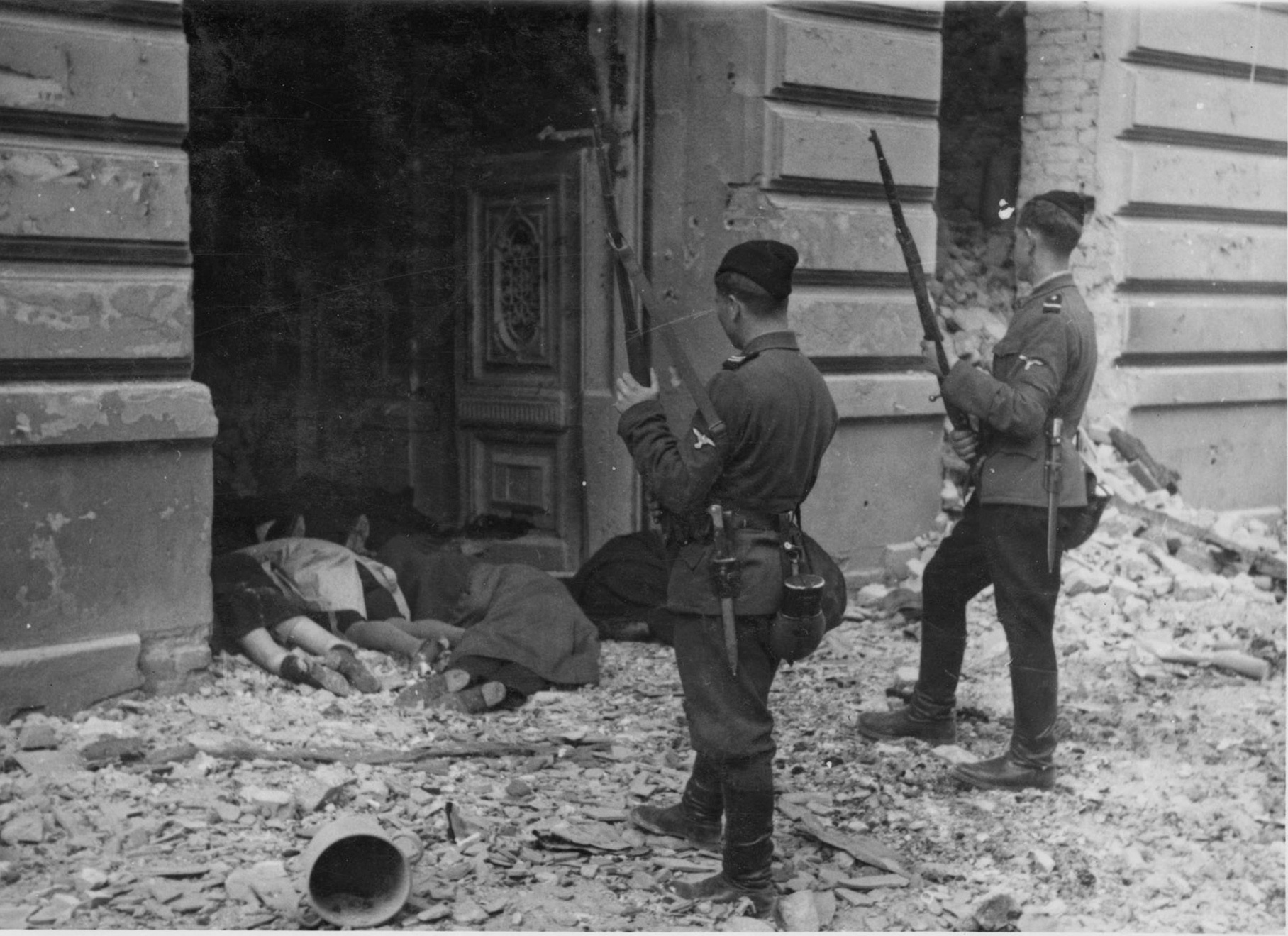
Trawniki („Askari“) 1943 als Hilfstruppen bei der Vernichtung des Warschauer Ghettos, Abbildung im „Stroop-Bericht“

Nach der Besetzung Dänemarks (1940) wurden von der Waffen-SS auch dänische Staatsangehörige für einen Einsatz in der Waffen-SS angeworben. Während jedoch ethnische Dänen zusammen mit den verwandten Norwegern der SS-Panzer-Division Wiking zugeteilt wurden, wurden die dänischen Volksdeutschen generell der SS-Totenkopf-Division zugewiesen.
Für den Einsatzdienst in den Konzentrationslagern Osteuropas warb die Waffen-SS zahlreiche Angehörige sogenannter „minderwertiger Fremdvölker“ an. Diese wurden im Rahmen der Totenkopfverbände als Wachmannschaften eingesetzt. Diese sogenannten „Trawniki-Männer“, auch „Askaris“ genannt, waren Ukrainer, Balten und Polen, die von der SS im Zwangsarbeitslager Trawniki für Bewachungsaufgaben in Konzentrations- und Vernichtungslagern ausgebildet wurden. Ein Bataillon der Trawniki-Männer wurde bei der Niederschlagung des Aufstands im Warschauer Ghetto wegen seiner Grausamkeit berüchtigt.

## Liste der SS-Totenkopfstandarten
| SS-Totenkopfstandarte  | Stammlager/Gründungssitz |
| ---------------------- | ------------------------ |
| I „Oberbayern“         | Dachau                   |
| II „Brandenburg“       | Sachsenhausen            |
| III „Thüringen“        | Weimar-Buchenwald        |
| IV „Ostmark“           | Mauthausen               |
| V „Dietrich Eckhardt“  | Oranienburg              |
| VI                     | Prag                     |
| VII                    | Brünn                    |
| VIII                   | Krakau                   |
| IX                     | Danzig                   |
| X                      | Weimar-Buchenwald        |
| XI                     | Radom                    |
| XII                    | Posen                    |
| XIII                   | Wien                     |
| XIV                    | Weimar-Buchenwald        |
| XV                     | Płock                    |
| XVI                    | Dachau                   |
| „Kirkenes“             | Kirkenes                 |
| „Oberbayern“ (Reserve) | Dachau                   |

## Bekannte Angehörige der Totenkopfverbände
- Richard Baer, KZ-Kommandant verschiedener KZ, zuletzt Standortkommandant in Auschwitz
- Hermann Baranowski
- Hellmuth Becker, SS-Brigadeführer und Generalmajor der Waffen-SS sowie der letzte Kommandeur der 3. SS-Panzer-Division „Totenkopf“
- Paul Blobel, Einsatzgruppenführer des Sonderkommandos 4a und verantwortlich für das Massaker in Babyn Jar
- Franz Breithaupt
- Ludwig Ehrsam, Chefarzt der SS-Division Totenkopf und Lagerarzt in verschiedenen Konzentrationslagern
- Theodor Eicke, IKL, später Divisionskommandeur der SS-Division „Totenkopf“
- Kurt Eimann
- Hermann Fegelein, Offizier in der Reiter-SS und Führer einer Kavallerieeinheit der Waffen-SS, zuletzt Adjutant und Verbindungsoffizier der Waffen-SS bei Adolf Hitler
- Waldemar Fegelein, Offizier in der Reiter-SS und der SS-Totenkopf-Reiterstandarte in der Waffen-SS
- Cassius Freiherr von Montigny
- Amon Göth, KZ-Kommandant in Plaszow
- Richard Glücks, IKL
- Johannes Hassebroek
- Paul Werner Hoppe
- Rudolf Höß, Kommandant des KZ Auschwitz, später stellvertretender IKL
- Friedrich Jeckeln, HSSP West (Düsseldorf), NORD und Ostland (Riga), Süd (Kiew) zuletzt kommandierender General der Truppen in Breslau
- Leo von Jena
- Karl Otto Koch, Kommandant der KZ Buchenwald und Majdanek
- Fritz Knöchlein (verantwortlich für das Kriegsverbrechen der 3. und 4. Kompanie des SS-Totenkopf-Infanterie-Regiments 2 bei Le Paradis)
- Michael Lippert (in der Literatur auch öfters als Michel Lippert geführt)
- Arthur Liebehenschel, Kommandant des KZ Auschwitz
- Hans Loritz, Kommandant mehrerer KZ, zuletzt HSSPF in Norwegen
- Wilhelm Overhoff, SS-Arzt und Lagerarzt im KZ Sachsenhausen
- Wilhelm Rediess
- Otto Reich
- Hans Schwedler, als SS-Oberführer Anfang bis Juli 1940 Inspekteur der SS-Totenkopfverbände
- Max Simon
- Horst Tappert (Schauspieler in der ZDF-Kult-Krimi-Serie Derrick)
- Anton Thumann
- Bernhard Voß